# Paidia rica
Paidia rica, soms alpenbeertje genoemd, is een vlinder uit de familie van de spinneruilen (Erebidae), onderfamilie beervlinders (Arctiinae). De wetenschappelijke naam van de 
soort is voor het eerst geldig gepubliceerd in 1858 door  Freyer.
Deze nachtvlinder komt voor in Europa.